# Michal Kohút
Michal Kohút, né le 4 juin 2000 à Javorník en Tchéquie, est un footballeur tchèque qui évolue au poste de milieu offensif au Baník Ostrava.

## Biographie

### En club
Né à Javorník en Tchéquie, Michal Kohút commence le football dans le club de la ville voisine, le TJ Kordárna Velká nad Veličkou. Il est alors rapidement repéré par le FC Slovácko, qu'il rejoint en 2013 et où il poursuit sa formation. En 2016, il fait notamment un essai de quelques jours à l'OGC Nice, avant de revenir au FC Slovácko.
Michal Kohút joue son premier match en professionnel le 26 septembre 2018, lors d'une rencontre de coupe de Tchéquie face au FK Olympia Radotín. Il entre en jeu à la place de Jakub Rezek (en) et se fait remarquer en inscrivant également son premier but en professionnel, participant ainsi à la large victoire de son équipe par cinq buts à zéro.
Le 12 septembre 2020, Kohút marque son premier but en première division tchèque, face au FK Teplice. Titulaire, il ouvre le score et permet à son équipe de s'imposer par deux buts à zéro.

### En sélection
Avec les moins de 17 ans, il inscrit un but lors d'un match amical contre la Suède en février 2017, mais ne peut toutefois empêcher la défaite de son équipe, 3-1.
Michal Kohút joue son premier match avec l'équipe de Tchéquie espoirs le 14 novembre 2019 face à Saint-Marin. Lors de cette rencontre, il entre en jeu à la place de Patrik Žitný, et son équipe s'impose largement par six buts à zéro. Il participe ensuite au championnat d'Europe espoirs en 2021. Lors de cette compétition organisée en Hongrie et en Slovénie, il ne joue qu'une seule rencontre, face à la Slovénie. Avec un bilan de deux nuls et une défaite, la Tchéquie est éliminée dès le premier tour.